# The Secret Diaries of Miss Anne Lister
The Secret Diaries of Miss Anne Lister är ett brittiskt TV-drama från 2010 om godsägaren Anne Lister som levde på 1800-talet i Yorkshire. Filmen regisserades av James Kent med Maxine Peake som Lister. Manuset av Jane English baserades på Listers krypterade dagböcker, som inte avkodades förrän långt efter hennes död. Handlingen rör Listers lesbiska relationer och hennes självständiga livsstil som industrialist. Den filmades under sena 2009 på olika platser i Yorkshire, och visades på London Lesbian and Gay Film Festival i mars 2010. Den visades i Storbritannien av BBC i maj samma år. Mottagandet var blandat, där Maxine Peakes framträdande allmänt hyllades medan manuset inte fick lika bra mottagande.

## Bakgrund och produktion
Anne Lister (1791–1840) var en förmögen och ogift kvinna som ärvde Shibden Hall i West Yorkshire från sin onkel år 1826. Genom hela sitt liv skrev hon dagböcker där hon i kronologisk ordning redogjorde för alla detaljer i sin vardag, såsom hennes lesbiska relationer, hennes ekonomiska bekymmer, industriella aktiviteter och hennes arbete med att renovera Shibden Hall. Dagböckerna består av mer än fyra miljoner ord, och omkring en sjättedel av dem - de mer intima detaljerna av hennes romantiska och sexuella relationer - var kodade. Koden, som var en kombination av algebra och antik grekiska, avkodades på 1930-talet.
Manuset till The Secret Diaries of Miss Anne Lister skrevs av Jane English, och filmen regisserades av James Kent. Maxine Peake, som tidigare aldrig hört talas om Lister, ville gärna delta i en produktion med flera starka kvinnliga karaktärer. Om sin roll sade hon: "[det] var ett privilegium -jag hade först panik att spela henne eftersom hon är en så viktig person och eftersom hon är en så stor del av den homosexuella kulturen, och man vill göra ett bra arbete." Hon tillbringade mycket tid med Listerexperten Helena Whitbread för att lära sig mer om Listers personlighet. Peake arbetade även med Dean Lennox Kelly som hon tidigare spelat med i TV-serien Shameless. Innan de började filma övades rollerna igenom i regissörens lägenhet. Filmningen genomfördes i november och december 2009 i Yorkshire. Filmningen ägde rum på Shibden Hall, Newburgh Priory, Bramham Park, Oakwell Hall, North York Moors och i York.

## Handling
Anne Lister (Maxine Peake) är en ung ogift kvinna som lever i 1800-talets Yorkshire på godset Shibden Hall med sin faster och farbror (spelade av Gemma Jones och Alan David). Det enda hon vill i livet är att hitta någon att älska och dela sitt liv med, och den person hon har i åtanke är Mariana Belcombe (Anna Madeley), som hon har haft en hemlig romantisk och sexuell relation med. Relationen tar slut när Mariana gifter sig med en rik änkling, Charles Lawton (Michael Culkin). Anne, som blir deprimerad, ägnar sig åt att studera. Ett år efter Marianas bröllop börjar Anne leta efter en annan älskare, och möter en ung kvinna som heter Miss Browne (Tina O'Brien) i kyrkan. De blir nära vänner.
Mariana vill träffa Anne på ett hotell i Manchester. De två kvinnorna pratar, och Mariana säger till Anne att hon har saknat henne, och att en dag, när hennes man dör, kan de leva tillsammans som änka och kompanjon. Hon säger att hennes make inte är vid god vigör och inte har lång tid kvar. Anne går med på detta, och de köper bröllopsringar att bära omkring sina halsar tills det att de kan leva tillsammans. När Anne återvänder till Shibden ignorerar hon Miss Brownes uppmärksamhet. Industrialisten Christopher Rawson (Dean Lennox Kelly), som bor i närheten, friar till Anne. Anne nekar dock honom och säger att hon enbart kan gifta sig av kärlek. Han berättar för henne att folk pratar om henne och kallar henne för "Gentleman Jack". Anne berättar senare för sin faster och farbror att hon inte vill ha en man utan vill vara självständig, och en dag leva tillsammans med en kvinnlig kompanjon. Mariana besöker henne på sin födelsedag, och de fortsätter sin sexuella relation.
Anne är med på en fest med bekanta, med bland andra Rawson och familjen Lawton. Mariana ser att Anne bär sin bröllopsring öppet, och är inte nöjd över hur mycket uppmärksamhet hon drar till sig. Anne klagar över att Charles Lawton inte är vid så dålig vigör som Mariana fått henne att tro. Rawson ser att de två kvinnorna pratar med varandra och konverserar själv med Lawton. När Mariana återvänder till sin mans sida ser han blek ut och frågar henne hur Anne älskar henne. Efter festen skriver Anne till Mariana och berättar att hennes man är misstänksam, varpå hon ber Anne att inte skriva till henne mer.
Annes onkel dör och hon ärver hans förmögenhet. Då skriver hon till Mariana och ber henne att komma och bo med henne omedelbart. Mariana svarar att hon kommer att resa i närheten inom en månad och att de kan diskutera vad de ska göra då. När tiden väl är inne möter Anne upp Marianas ekipage längs vägen och hoppar upphetsat in. Mariana är arg över hur Anne drar uppmärksamhet till sig själv. Hon berättar för Anne att hon hellre skulle dö än att låta någon veta något om deras relation. Hon säger att de kan leva glatt tillsammans, men att det måste vara åtskilt. Anne svarar att hon vill tillbringa sitt liv med någon, och lämnar.
När Rawson erbjuder pengar för att köpa land från Anne för att öppna en gruva nekar hon och säger att hon ska göra det själv. Hon skapar en föreagsallians med Ann Walker (Christine Bottomley), en ogift bekantskap som nyligen ärvt sin egen förmögenhet. De blir nära vänner, men blir snart förödmjukade och anfäktade av Rawson som nu är deras rival. För att skydda sig flyttar Ann Walker in hos Anne på Shibdon. Hennes tant (Richenda Carey) kommer för att berätta för sitt syskonbarn att folk sprider chockerande rykten om dem. Hon ber Ann återvända hem innan hon förstör sin familjs rykte och varnar henne att hon kan förstöra sina chanser att hitta en make. Ann svarar att hon inte vill ha en make. När hennes tant lämnar huset säger hon till Anne att hon vill bo på Shibden med henne. Anne frågar därpå om hon förstår vad ryktena och insinuationerna handlar om, varpå Ann svarar att hon visst gör det, och klargör att hon vill att de bor tillsammans som ett romantiskt par.
Mariana besöker Anne och säger att hon kan lämna Charles, och frågar om det fortfarande finns en plats för henne i Annes hjärta. Anne svarar dock att hon har hittat någon som hon lever glatt med nu, varpå Mariana lämnar. Hennes make lever till 89 års ålder.

## Utgivning
Filmen hade premiärvisning på den 24:e London Lesbian and Gay Film Festival den 17 mars 2010, och sändes i Storbritannien av BBC Two och BBC HD den 31 maj 2010. Därutöver spelades den på öppningskvällen av San Franciscos Frameline Film Festival den 17 juni 2010. I Australien sändes den av ABC1 den 13 november 2011.

## Mottagande
När BBC sände den sågs The Secret Diaries of Miss Anne Lister av 1 878 000 personer (7,8%) samt ytterligare 50 000 på BBC HD. Mottagandet var blandat.
The Daily Telegraphs' John Preston var positiv, och hyllade framförallt Maxine Peakes skådespeleri. Han sade att "Peake är en extraordinär skådespelare - både väldigt mänsklig i sin sårbarhet samt svänger mycket och oroande [...] mellan rovdjursaktig förföriskhet och plågad självömkan. I The Scotsman gav Andrea Mullaney en blandad recension. Hon hyllade Peakes "excellenta" och starka framträdande och sade att hon "spelade [Lister] med mycket energi, med sitt lilla och alerta ansikte fullt av uttryck och känsla." Däremot sade hon att berättelsen skulle varit mer "gripande" än vad den var och att manuset "svajade omkring" och var för långt.
Keith Watson på Metro kallade filmen "hypnotiserande och befriande." Han hyllade Peakes framträdande och uppskattade kontrasten mellan de scener där hon "drog artigheten till sina gränser" och "ryckande köttslig extas." I en recension av de TV-program som sänts på brittisk TV under veckan kallade Euan Ferguson på The Observer filmen för "veckans drama" och kallade den "gripande och hemsökt, och var vackert och smart spelad."
The Guardians Sarah Dempster var inte imponerad. Hon kritiserade "misären" och det "mörkret" och menade att "Peakes närvaro i en produktion inte direkt bidrar till skratt." Rachel Cooke gav en något negativ recension i New Statesman. Hon kritiserade den för stora emfasen på Listers sexliv och de delar av hennes liv som inte fanns med i manuset. Hon menade att den inte skulle uppmärksammats alls vore det inte för huvudkaraktärens sexuella läggning. Hon menade att Peake, som är "en underbar skådespelare", var "särskilt konstig" och hennes karaktärisering av Lister var "girig och kaxig, grinig och manipulativ". Hon hyllade Susan Lynch som spelade Listers vän Tib som "excellent". I allmänhet kallade hon filmen som "sexbesatt och reduktionistisk."